# William Richard Arnold (škof)
William Richard Arnold, ameriški general in rimskokatoliški škof, * 10. junij 1881, † 7. januar 1965.
Najbolj je poznan kot načelnik kaplanov Kopenske vojske ZDA v letih 1937–1945 in vojaški delegat pri Oboroženih silah ZDA v letih 1945–1965.

## Življenjepis
Rodil se je v Woosterju (Ohio) Augustinu Adamu in Catherini Mary (rojeni Dalton) Arnold. Potem ko je leta 1902 diplomiral na Kolidžu svetega Jožefa v Rensselaerju (Indiana), je nekaj časa delal pri očetu (ki je bil izdelovalec cigar) in izravnalec železnih palic v železarni v Muncieju.
Nato pa se je odločil, da postane rimskokatoliški duhovnik in vstopil je v semenišče svetega Bernarda v Rochesterju (New York). 13. junija 1908 je prejel duhovniško posvečenje v škofiji Fort Wayne. Sprva je bil kurat v Peruju, nato pa je aprila 1913 vstopil v Kaplanski korpus Kopenske vojske ZDA s činom prvega poročnika. Nato je do leta 1915 služil v Fort Washingtonu (Maryland), nakar pa je bil premeščen v Fort Mills (Corregidor, Filipini). Leta 1918 se je vrnil nazaj v ZDA, pri čemer je bil sprva nameščen v Fortu Winfield Scott (Kalifornija), nato pa je poslal predavatelj na Kaplanski trenažni šoli v Camp Taylorju (Louisville, Kentucky).
Naslednja njegova zadolžitev je bila v Fort Hancocku, New Jersey (1918–1919), kjer je bil maja 1919 povišan v stotnika. Nato je postal direktor Kaplanske trenažne šole v Fort Leavenworthu v Kansasu (1925–1929); v tem času je bil aprila 1927 povišan v majorja. V letih 1929–1931 je bil ponovno na Filipinih, tokrat v Fort McKinleyju. Njegova naslednja zadolžitev je bila v Fort Blissu (Teksas), kjer je postal divizijski kaplan 1. konjeniške divizije in nadzirujoči kaplan za zahodnoteksaško okrožje Civilnega konzervacijskega korpusa (1931–1937). V tem obdobju je bil aprila 1933 povišan še v podpolkovnika, nato pa se je ponovno vrnil na položaj direktor Kaplanske trenažne šole v Fort Leavenworthu, kjer je ostal med junijem in novembrom 1937.
23, decembra 1937 ga je predsednik ZDA Franklin D. Roosevelt imenovan za načelnika kaplanov Kopenske vojske ZDA s činom polkovnika. Postal je prvi rimokatoličan na tem položaju. Avgusta 1938 ga je papež Pij XI. imenovan za papeškega komornika in januarja 1942 ga je papež Pij XII. imenovan za papeškega hišnega prelata. 21. novembra 1941 je bil povišan v brigadnega generala in 23. decembra istega leta je bil ponovno imenovan za načelnika kaplanov. 17. novembra 1944 je bil povišan še v generalmajorja. Vse do 1. aprila 1945 je služil kot načelnik kaplanov, ko je bil imenovan za pomočnika generalnega inšpektorja Kopenske vojske ZDA.
5. maja 1945 ga je papež Pij XII. imenovan za vojaški delegat pri oboroženih silah in za naslovnega škofa Fokaje. 11. oktobra istega leta je prejel škofovsko posvečenje, pri čemer so ga posvetili nadškof Francis Spellman (glavni posvečevalec) in škofa John F. Noll ter John Francis O'Hara (soposvečevalca); obred je potekal v newyorški katedrali svetega Patrika. V svoji 19-letni karieri je intenzivno potoval po vsem svetu, obiskajoč ameriške vojaške ustanove ter izvajal duhovno oskrbo pripadnikom oboroženih sil ter njihovim družinam.
Umrl je 7. januarja 1965 v bolnišnici svete Klare v New York Cityju v starosti 83 let.